# 酒精鎖

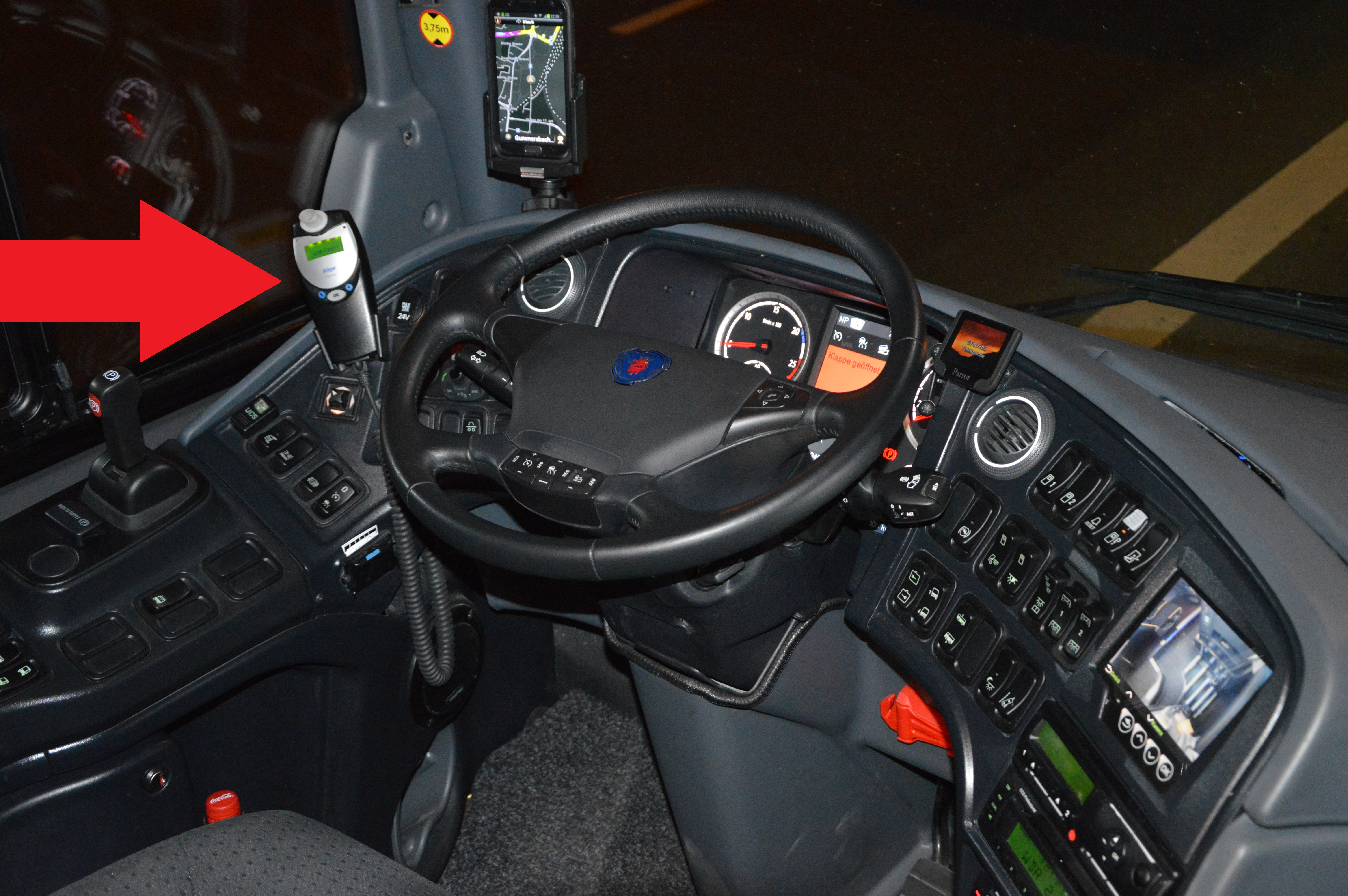
图中红色箭头所指物体即酒精鎖，位于方向盘左侧

酒精鎖（英語：Alcohol Interlock），又称車輛點火自動鎖定裝置、车辆酒精测试装置或点火互锁装置，是一種安裝在摩托車、汽車或重型車輛上，與发动机的點火系統相連的電子呼吸測試連鎖裝置。
在車輛啟動之前，該裝置會對空氣中乙醇濃度進行檢測，駕駛開車前須先呼氣測試，若呼氣酒精測試值超過安全標準，點火器將被鎖住而無法發動引擎；該系統可以用來管控酒精成癮者的酒駕行為。
聯鎖裝置還設置有防欺騙系統。系統會通過攝影鏡頭來拍攝呼吸樣本者的樣子，若沒提供呼吸樣本就會發出警告甚至熄火，以降低駕駛員繞過該程序的風險。目前美國、加拿大、英國、挪威、比利時、澳洲等國都已有在使用酒精鎖。

## 應用

### 中華民國（台湾）
2019年3月26日，立法院院會三讀通過《道路交通管理處罰條例部分條文修正案》。
根據三讀條文，修法首度把「酒精鎖」導入預防措施。未來若因酒駕肇事被吊照，期滿後須完成酒駕防制教育或酒癮治療才能重考駕照，且一定期間須駕駛裝有酒精鎖車輛；未按規定安裝或請他人代開鎖，將處6000到12000新臺幣的罰款。
而汽車駕駛人因酒駕累犯遭到吊銷執照，完成酒駕防制教育或酒癮治療、重新考領駕照，必須規定加裝酒精鎖，否則不能申請考照；不裝酒精鎖或是開其他沒有裝酒精鎖的車輛，可處6000到12000新臺幣以下罰鍰，並當場移置保管該汽車。若由他人代吹解鎖，處罰行為人6000到12000新臺幣以下罰鍰，並當場移置保管汽車。而有關酒精鎖的規格、配置車種、配置期間、管理及其他應遵守事項，由交通部會同內政部訂定。

### 中华人民共和国（中国大陆）
2020年全国两会期间，全国人大代表，清华大学法学院教授、中国司法研究中心主任周光权提出建议，拟在中国大陆推行使用车载酒精检测装置，以此借助现代科学技术手段预防危险驾驶罪的产生，从而一定程度上减少醉驾行为。

### 澳洲
點火連鎖裝置現在於維多利亞州、南澳大利亞州、西澳大利亞州、塔斯馬尼亞州和新南威爾士州使用。而其他州正在研究其用途。
新南威爾士州規定：首次觸犯中等酒後駕駛罪的駕駛需要安裝酒駕鎖以證明他們可以於駕駛途中不飲酒。

### 欧盟
欧盟委员会于2018年5月提出的一项议案要求2022年后新车需要安装酒精锁。

## 其他條目
- 酒後駕駛
- 發動機防盜鎖止系統